# Rocuronio
Il rocuronio (commercializzato come Zemuron ed Esmeron) è un farmaco bloccante neuromuscolare non depolarizzante, antagonista del recettore nicotinico, di tipo amminosteroideo usato nella moderna anestesia, per facilitare l'intubazione e per fornire un adeguato rilassamento della muscolatura striata in corso di chirurgia o di ventilazione meccanica.
Introdotto nel 1994, il rocuronio ha un rapido onset e durata di azione intermedia.
È stato notato un rischio di reazione allergica al farmaco in alcuni pazienti (in particolare quelli affetti dall'asma), con un'incidenza simile ad altri membri della stessa classe farmacologica.
Il sugammadex, composto derivato dalla γ-ciclodestrina, è stato recentemente introdotto come farmaco in grado di annullare l'azione del rocuronio.
Il 27 luglio 2012, nello stato della Virginia, il rocuronio ha sostituito il pancuronio, uno dei tre farmaci per l'iniezione letale.

## Farmacologia
Gli agenti bloccanti neuromuscolari sono farmaci che provocano il rilassamento della muscolatura scheletrica principalmente mediante la diminuzione della risposta al neurotrasmettitore acetilcolina nella giunzione neuromuscolare del muscolo scheletrico. A livello di tale sito, l'acetilcolina normalmente provoca la depolarizzazione elettrica della membrana postgiunzionale della placca motrice, il che porta alla conduzione del potenziale d'azione muscolare e, successivamente, all'induzione della contrazione muscolare scheletrica. Gli agenti neuromuscolari vengono classificati come depolarizzanti o nondepolarizzanti. Il rocuronio è un agente bloccante neuromuscolare nondepolarizzante con onset rapido o intermedio dell'effetto a seconda del dosaggio e una durata d'azione intermedia. Il rocuronio, così come il vecuronio, ha una durata d'azione prolungata nei neonati rispetto ai bambini. Tuttavia, a differenza del vecuronio, il rocuronio conserva le caratteristiche di un agente bloccante neuromuscolare a durata intermedia anche nei pazienti neonati.

### Meccanismo d'azione
Il rocuronio agisce competendo per i recettori colinergici situati a livello della placca motrice o giunzione neuromuscolare. Questa azione viene antagonizzata dagli inibitori dell'acetilcolinesterasi, come la neostigmina e l'edrofonio. Il rocuronio agisce legandosi in modo competitivo ai recettori colinergici nicotinici. Il legame del rocuronio riduce l'opportunità per l'acetilcolina di legarsi al recettore nicotinico nella membrana postgiunzionale della giunzione neuromuscolare. Di conseguenza, viene impedita la depolarizzazione, non vengono rilasciati ioni di calcio e non si verifica la contrazione muscolare. Evidenze suggeriscono anche che gli agenti nondepolarizzanti possano influenzare il rilascio di ACh, ipotizzando che il loro legame ai recettori postgiunzionali ("curare") e una loro interferenza con il flusso di sodio e potassio, responsabili della depolarizzazione e ripolarizzazione delle membrane coinvolte nella contrazione muscolare.
Con un dosaggio di 0,6 mg di rocuronio per kg, somministrato in 5 secondi, condizioni efficaci per l'intubazione vengono raggiunte in un tempo fra 60 e 70 secondi. L'inizio d'azione può essere ritardato in caso di circolazione rallentata, come ad esempio negli anziani o nei disturbi cardiovascolari.

### Metabolismo
Il rocuronio viene metabolizzato in un metabolita meno attivo, chiamato 17-desacetil-rocuronium, ed è eliminato principalmente dal fegato.

### Eliminazione
Gli studi sulla distribuzione, il metabolismo e l'escrezione in gatti e cani indicano che il rocuronio è eliminato principalmente dal fegato.